# 서도현
서도현(본명 : 김령한, 1988년 12월 11일 ~ )은 대한민국의 배우이다.

## 출연작

### 영화
- 《열혈형사》 (2020년) - 재현 역
- 《설화》 (2020년) - 종호 역
- 《폐교》 (2019년) - 인석 역

### 드라마
- 《멘탈사수》 (2014년, MBC MUSIC)